# Institut Jules Destrée
Het Institut Jules Destrée is een Waalse niet-gouvernementele organisatie die in november 1938 werd opgericht door Maurice Bologne, Aimée Bologne-Lemaire en pater Jules Mahieu.
De vereniging heette eerst de Société historique pour la défense et l'illustration de la Wallonie (Historische Vereniging voor de Verdediging en Illustratie van Wallonië). In 1960 kreeg het zijn huidige naam. Aanvankelijk vooral gericht op de studie van de grote historische en artistieke figuren van Wallonië zoals Jules Destrée, Adolphe Biarent, Victor Rousseau of Arille Carlier, werd het Instituut in de jaren 1980 omgevormd tot een werkplaats voor het Waalse debat waarbij de congressen en vergaderingen onder de naam van La Wallonie au futur niet alleen voor activisten bestemd werden, maar ook voor politici en burgers van alle strekkingen. De organisatie verdiepte zich ook in andere beleidsdomeinen dan cultuur, geschiedenis of politiek, maar ook in economie, recht, ruimtelijke ordening, milieu, enz.
Sinds de jaren 2000 heeft het Instituut, zonder zijn historische roeping te verloochenen, zich ook gespecialiseerd in prognoses en heeft het zijn onderzoeksgebieden uitgebreid naar Europa en de wereld in het kader van het Millenniumproject.
De huidige gedelegeerd bestuurder is Philippe Destatte.